# Igor Michalski
Igor Michalski (ur. 10 stycznia 1957 w Sopocie) – polski aktor teatralny i filmowy, reżyser teatralny, w latach 1980–1982 aktor Teatru im. Wojciecha Bogusławskiego w Kaliszu, w latach 1982–2006 aktor Teatru Wybrzeże w Gdańsku, w latach 2007–2013 dyrektor Teatru im. Wojciecha Bogusławskiego w Kaliszu i Kaliskich Spotkań Teatralnych, od 2014 dyrektor Teatru Muzycznego im. Danuty Baduszkowej w Gdyni.

## Życiorys
Igor Michalski jest synem aktorów Stanisława Michalskiego i Sabiny Mielczarek (1927–2022), bratem aktora Jerzego Michalskiego. W 1980 ukończył studia na Wydziale Aktorskim Państwowej Wyższej Szkoły Filmowej, Telewizyjnej i Teatralnej im. Leona Schillera w Łodzi. W tym samym roku debiutował rolą Janka w „Nowych szatach króla” według Hansa Christiana Andersena w reżyserii Bogdana Toszy na scenie Teatru im. Wojciecha Bogusławskiego w Kaliszu, którego aktorem pozostał do 1982 i w którym występował pod nazwiskiem Igor Mielczarek.
W latach 1982–2006 był aktorem Teatru Wybrzeże w Gdańsku, gdzie zagrał m.in. we „Wszystko dobre, co się dobrze kończy” (Król) i „Ryszard III” (Stalney) Williama Shakespearea, „Trzy siostry” (Solony) i „Mewa” (Ilja Szamrajew) Antoniego Czechowa, „Noże w kurach” (Gilbert) Davida Harrowera. Współpracował (jako asystent reżysera) z Anną Augustynowicz. W 2003 w Teatrze Muzycznym w Gdyni reżyserował „Sceny miłosne dla dorosłych” Zbigniewa Książka.
W latach 2007–2014 był dyrektorem Teatru im. Wojciecha Bogusławskiego w Kaliszu, od 2008 był dyrektorem Kaliskich Spotkań Teatralnych.
W filmie debiutował w 1984 w „Czasie dojrzewania” w reżyserii Mieczysława Waśkowskiego. Od tego czasu grał u takich reżyserów jak Kazimierz Kutz („Wkrótce nadejdą bracia”), Barbara Sass („Pajęczarki”), Magdalena Łazarkiewicz („Drugi brzeg”) czy Robert Gliński („Wróżby Kumaka”). Występował również w serialu „Radio Romans” (1994–1995) oraz w spektaklach Teatru Telewizji.
Od 2005 współpracuje z Piotrem Rubikiem, występując jako narrator w oratoriach Tu Es Petrus i Psałterz wrześniowy.
Podczas 50. jubileuszowych Kaliskich Spotkań Teatralnych w 2011, świętujący 30-lecie pracy artystycznej, z rąk marszałka województwa wielkopolskiego Marka Woźniaka odebrał nadany przez ministra kultury i dziedzictwa narodowego Bogdana Zdrojewskiego Srebrny Medal „Zasłużony Kulturze Gloria Artis”.
Mąż aktorki Doroty Kolak. Ojciec aktorki Katarzyny Z. Michalskiej.

## Nagrody i wyróżnienia
- Nagroda Prezydenta Miasta Gdańska w Dziedzinie Kultury z okazji jubileuszu 25-lecia pracy aktorskiej (2005)[2]
- Nagroda 31.OKT w Opolu za rolę Dziennikarza w przedstawieniu Wesele Stanisława Wyspiańskiego w Teatrze Wybrzeże w Gdańsku (2006)[3]
- Nagroda Kulturalna Miasta Kalisza (2009)[3]
- Srebrny Medal „Zasłużony Kulturze Gloria Artis” (2010)[4]
- tytuł i medal „Honorowego Przyjaciela Miasta Kalisza” (2014)[5]
- Nagroda Prezydenta Miasta Gdańska w Dziedzinie Kultury za całokształt pracy artystycznej oraz z okazji 60-lecia Teatru Muzycznego im. Danuty Baduszkowej w Gdyni (2018)[2]

## Filmografia
- 1979: Poniedziałki i kuchnie (etiuda szkolna) – obsada aktorska
- 1979: Obce głosy (etiuda szkolna) – chłopak
- 1984: Czas dojrzewania – Smolarz, przyjaciel Romana
- 1984: Candida (spektakl telewizyjny) – wikary Aleksander Mill
- 1985: Wkrótce nadejdą bracia – urzędnik na stacji
- 1985: Nikt mnie nie zna (spektakl telewizyjny) – służący
- 1985: Mokry szmal – milicjant
- 1987: Zacznijcie się śmiać (spektakl telewizyjny) – więzień
- 1987: O cudownym narodzeniu pańskim (spektakl telewizyjny) – kolędnik
- 1987: Człowiek śmiechu (spektakl telewizyjny) – facet
- 1988: My, niżej podpisani (spektakl telewizyjny) – obsada aktorska
- 1989: Wallenstein (spektakl telewizyjny) – Seni
- 1989: Misterium wielkanocne (spektakl telewizyjny) – Faryzeusz
- 1990: Rozmowy o miłości – mężczyzna w lokalu
- 1990: Zmowa – prokurator wojewódzki
- 1991: Już prawie nic (spektakl telewizyjny) – Hans
- 1992: Jaskinia filozofów (spektakl telewizyjny) – chór
- 1993: Pajęczarki – redaktor naczelny
- 1993: Auf Wiedersehen Amerika – urzędnik armatora
- 1994–1995: Radio Romans (serial telewizyjny) – Marek Zwoliński, realizator programów radia Romans
- 1994: Arkadia (spektakl telewizyjny) – Richard Noakes
- 1995: Zbójcy (spektakl telewizyjny) – Spiegelberg
- 1996: Tristan i Izolda (spektakl telewizyjny) – zbrojny
- 1997: Pasja-misterium o męce, misterium o zmartwychwstaniu (spektakl telewizyjny) – Lucyper
- 1997: Drugi brzeg – Poguilhen
- 1998–1999: Złotopolscy (serial telewizyjny) – psychiatra (odc. 81–82, 84, 93, 101–103, 158)
- 1999: O dwóch takich, co nic nie ukradli – skaut
- 1999: Bursztynowy las – grzybiarz
- 2000: Święty grzech (spektakl telewizyjny) – ksiądz
- 2000: Piotrek zgubił dziadka oko, a Jasiek chce dożyć spokojnej starości (serial telewizyjny) – Daniel Kąsek, reżyser filmowy (odc. 2, 7)
- 2001: Adam i Ewa (serial telewizyjny) – bezdomny z gdyńskiej plaży
- 2001: Agnes (spektakl telewizyjny) – ginekolog
- 2003: Tłusty czwartek (etiuda szkolna) – sprzedawca pączków
- 2004–2006: Pensjonat pod Różą (serial telewizyjny) – były poseł Stefan Smoleń (odc. 9, 86, 89, 98, 101, 112)
- 2005: Wróżby kumaka – sprzedawca wody sodowej
- 2006–2011: M jak miłość (serial telewizyjny) – Stanisław Nowicki, były mąż Janiny a potem mąż Reni Zakrzewskiej
- 2007: Ekipa (serial telewizyjny) – Paweł Zarzycki (odc. 3, 8, 10)
- 2009: Miasto z morza – Grinsmann, redaktor Gazety Gdańskiej
- 2010: Ojciec Mateusz (serial telewizyjny) – Sawicki, pracownik Galińskiego (odc. 52)
- 2011: Prosto w serce (serial telewizyjny) – sędzia sądu rodzinnego (odc. 148, 153–154)
- 2012–2013: Barwy szczęścia (serial telewizyjny)– Leszek Milecki, dawny znajomy Anny Marczak
- 2014: Lekarze (serial telewizyjny) – Jan Toruńczyk, mąż Jolanty (odc. 40–41)
- 2015: Prawo Agaty (serial telewizyjny)– Bronek z firmy remontowej (odc. 89)
- 2016: Ojciec Mateusz (serial telewizyjny) – Jakub Pękal (odc. 202)
- 2016–2017: Druga szansa (serial telewizyjny) – ojciec Sary Daymer (sezon II, III, IV)
- 2018: Pod (etiuda szkolna) – Jakov
- 2018–2019: Na Wspólnej (serial telewizyjny) – Kazimierz Glinka (odc. 2776, 2788, 2808–2809)
- 2019: Młody Piłsudski (serial telewizyjny) – Bronisław Szwarce (odc. 4, 9)
- 2019: Pierwsza miłość (serial telewizyjny) – Bogusław Bogusz, przyjaciel Grzegorza Króla
- od 2020: Na dobre i na złe (serial telewizyjny) – kardiochirurg Piotr Mazur
- 2021: Stulecie Winnych (serial telewizyjny) – dyrektor teatru (odc. 31–32)